# 機動戰士GUNDAM SEED
《机动战士GUNDAM SEED》是一部由日本日昇動畫制作，福田己津央导演，于2002年首次播出的日本动画。
作为第9部GUNDAM系列作品电视剧动画，《机动战士GUNDAM SEED》（下文简称〈SEED〉）首次将故事的舞台设置在一个名为“宇宙纪元（Cosmic Era）”的虚构未来纪年。在这个时代，人类已经发展成两个亚种：居住在地球上依靠自然孕育诞下的“自然人”；以及经过先天基因调整优化后诞下、为了逃避“自然人”迫害而移民到人造轨道殖民地的“调整者”。故事围绕一个年轻的“调整者”基拉·大和，因“调整者”入侵其生活的中立地区太空殖民地，被迫卷入两个种族之间的战争而展开。
本剧在日本于2002年至2003年间由东京广播系统和每日放送播出，并由此开始与GUNDAM系列作品的广播合作伙伴关系。本剧之后又推出三集汇编电影并被改编成漫画和轻小说。续集《机动战士GUNDAM SEED DESTINY》（下文简称〈SEED DESTINY〉）随后于2004年上映。《SEED》电视动画由万代娱乐在北美地区授权，在美国和加拿大分别于2004年和2005年播出。电影和续集也由万代授权。漫画、轻小说以及附属作品系列《機動戰士GUNDAM SEED ASTRAY》、电子游戏等也被授权在北美等地发售。
作爲21世纪首部高达作品，本作的收视率與周边商品包括模型、CD唱片以及电子游戏的銷量，都在整個高達系列中名列前茅，並創下了繼UC紀元后GUNDAM系列的第二個人氣高峰。同時，本作不僅在日本國内中广受欢迎，在海外也有著長久不衰的高人氣；而在中國大陸本作甚至是最受歡迎的高達作品之一。但與此同時，由于与以往的高达系列的相似之处而引起GUNDAM爱好者的对比和评判。

## 剧情
本作首次将GUNDAM系列的舞台放到了名为“宇宙纪元”的世界中，在这个时空下，人类分为在地球土生土长的“自然人”以及被称为“调整者”的基因改造人类。故事剧情的主要矛盾冲突由自然人对调整者的能力的嫉妒和憎恶派生，进而产生仇恨，最终几乎所有调整者都移民到了外太空，在由他们自己设计名为P.L.A.N.T.的巨大轨道空间殖民地内，自号为“P.L.A.N.T.”并过着田园诗般的生活。但是地球和P.L.A.N.T.之间最终还是爆发了战争。
地球分为两个主要派系：“地球联合”由大多数自然人国家组成，主要是欧亚联邦和大西洋联邦，以及一个被称为“蓝色宇宙”的自然人至上主义团体，其口号是“为了保护我们的蓝色和纯净的世界”。“地球联合”不是一个统一的联盟，各民族国家之间存在着各种内斗和不信任；第二个主要的地球国家是歐普聯合首長國，一个坚定的政治中立和孤立主义国家，位于由世袭君主制统治的小太平洋岛屿上，而且其公民中包含有部分调整者。
在故事开始前，发生了两件大事，其一是被称之为“血之情人节”的悲剧。事件中，隶属于P.L.A.N.T.的一个空间殖民地“尤尼乌斯7号”被地球联合的核弹摧毁；其二是P.L.A.N.T.发起了反击，将中子干扰器深埋在地壳中，使所有的核反应、远程雷达和无线电都被干扰而不能运作，进而导致地球大部分地区没有电力和通信，并使得机动兵器需要依赖可充电电池来驱动。
P.L.A.N.T.是一个技术强国，尽管人口非常少，但是开发了许多新技术使得能够与地球方面相匹敌。而对机动兵器的开发使得他们在战争开始时占尽优势。
故事开始于中立的歐普联合所拥有的太空殖民地海利歐波里斯，秘密开发了5台先进的机动战士，用于投入地球联合的部队，以换取他们的技术数据与中立的歐普联合军队进行共享。此外，海利歐波里斯还为地球联合军建造了一艘独特的航母战列舰——“大天使”号作为5台机动战士的母舰。该殖民地遭到调整者军队扎夫特部队的攻击，其目的是窃取新型的机动战士。在扎夫特军入侵期间，一名歐普联合的学生，同时也是调整者的基拉·大和在看到朋友处于危险之中时，驾驶GAT-X05“突击高达”以抵挡入侵者，但在随后的战斗中，殖民地遭到严重破坏。随着海利歐波里斯的解体，幸存者们登上了“大天使”号，开始了他们前往阿拉斯加地球联合基地的旅程。在前往阿拉斯加的旅程中，基拉驾驶突击高达击退了一系列来自扎夫特军的袭击，但在与他童年好友阿斯兰·萨拉的一次战斗中，双方差一点都被对方击杀。基拉在袭击中幸存下来，并由一名盲人牧师带到一个P.L.A.N.T.太空殖民地，在调整者家中修养。在此期间，大天使号抵达了阿拉斯加，但是扎夫特军对那里发起了全面攻击，压倒性的击退了地球联合部队。
在地球联合即将溃败的时候，基拉驾驶ZGMF-X10A“自由高达”前往阿拉斯加，这是一台搭载有高度先进的核动力和反中子干扰器的扎夫特机动战士，由P.L.A.N.T.最高评议会主席西蓋爾·克萊因的调整者女儿、P.L.A.N.T.流行歌星拉克丝·克莱因授意偷走。利用自由高达，基拉结束了扎夫特和地球联合两军之间的战斗，但阿拉斯加基地随后还是被摧毁了。大天使号最终逃亡了中立国歐普联合。最终大天使号和新造舰“草薙”号离开地球进入太空，之后他们与拉克丝·克莱因领导的P.L.A.N.T.反对派和他们窃取的扎夫特军新造战舰“永恒”号（原本用于支援扎夫特军造机动战士用）汇合，共同组成“三舰同盟”以结束自然人与调整者之间战争的共同目标。在冲突中，阿斯兰得知基拉幸存下来并依照命令追捕他以夺回自由高达，与此同时获得了同样强大的原型机动战士ZGMF-X09A“正义高达”。然而，在得知作为P.L.A.N.T.最高评议会激进派领导人的父亲帕特里克·萨拉计划实施种族灭绝之后，阿斯兰抛弃了他的父亲并加入了“三舰同盟”。在最终战斗中，地球联合部队部署了装备有中子干扰器对消技术的核武器，该技术是从自由高达和正义高达动力系统的被盗数据中复制而来的。地球联合部队打算用核武器摧毁P.L.A.N.T.太空殖民地，但被扎夫特的创世纪阻止，这是一种搭载有微波激光器的超级武器，旨在对自然界进行种族灭绝。在三舰同盟的干预下创世纪最终被击毁并结束了战斗。随着和平条约的签署，战争最终结束。

## 制作
《SEED》由福田己津央（曾负责过《閃電霹靂車》以及《GEAR戰士電童》）导演，音乐由佐桥俊彦负责。该系列最初于2002年6月公布，而预告片则在当年9月出现在系列的官方网站上。前后有八位编剧参与了本剧的剧本创作。人物由平井久司设计，而机械设计是由大河原邦男和山根公利共同完成。《機動戰士GUNDAM》企划主管井上幸一表示，《SEED》的制作团队是一支全新的年轻的团队，可以承续之后的GUNDAM系列作品。井上也表示这支团队将以初始GUNDAM系列为基础进行作品创作。福田表示《SEED》一开始是以主角基拉的视角来讲述，随着剧情深入，视角也慢慢的转变到其他角色身上。他在制作本剧时的主要重点是娱乐观众，指出该剧的剧情走向将类似以前的GUNDAM系列。第一部分是情节，接着是动作场面，表明人物角色比战斗场面更重要。回顾过去，福田说，基拉的战斗意愿的源自于他保护身边朋友的愿望。此外，他认为这些行动是基于一种日本人式的想法。
本作品由日升第9工作室制作，其目标是“成为新一代新标准的高达”和“新世纪（21世纪）的第一部高达”。本剧也是高达系列中第一部采用数字制作的电视系列动画。标题中的“SEED”除了含有“种子”的意思外，还包含有“遗传操作”和“起端”的意思，而首字母S代表着“高达们（Gundams）”的意思。

## 各話標題
| 話數        | 日文標題 | 台譯標題           | 香港版官方標題     | 簡體版官方標題     | 劇本                  | 分鏡                      | 演出         |
| ----------- | -------- | ------------------ | ------------------ | ------------------ | --------------------- | ------------------------- | ------------ |
| 1           |          | 虛偽的和平         | 虛偽的和平         | 虚伪的和平         | 兩澤千晶              | 福田己津央                | 吉本毅       |
| 2           |          | 其名為鋼彈         | 你的名字是「高達」 | 你的名字是高达     | 兩澤千晶              | 南康宏                    | 南康宏       |
| 3           |          | 崩壞的大地         | 崩壞的大地         | 崩溃的大地         | 吉野弘幸              | 菊池一仁                  | 高田耕一     |
| 4           |          | 靜音潛航           | 靜默的狂奔         | 潜行               | 遠藤明範              | 菱川直樹                  | 菱川直樹     |
| 5           |          | 相轉移裝甲失效     | P.S.裝甲失效       | 战火下的友谊       | こぐれ今日子 兩澤千晶 | 黑木冬                    | 吉本毅       |
| 6           |          | 消失的鋼彈         | 隐形的高達         | 消失的高达         | 遠藤明範 兩澤千晶     | 蜂巣忠太                  | 南康宏       |
| 7           |          | 宇宙的傷痕         | 宇宙的傷痕         | 宇宙的伤痕         | 吉野弘幸              | 谷田部勝義                | 谷田部勝義   |
| 8           |          | 敵軍的歌姬         | 敵軍的歌姬         | 敌军的歌姬         | 兩澤千晶              | 菊池一仁                  | 佐藤照雄     |
| 9           |          | 消失的光明         | 逐漸消失的光明     | 消失的光           | こぐれ今日子          | 黒木冬                    | 三好正人     |
| 10          |          | 分歧的道路         | 各自的道路         | 各自的道路         | 面出明美 兩澤千晶     | 南康宏 福田己津央         | 西山明樹彥   |
| 11          |          | 覺醒的利刃         | 醒覺的刀刃         | 觉醒的刀刃         | 大野木寬              | 高田耕一                  | 高田耕一     |
| 12          |          | 芙蕾的選擇         | 佩莉的決擇         | 芙蕾的抉择         | 面出明美 兩澤千晶     | 菱川直樹                  | 鳥羽聰       |
| 13          |          | 宇宙星降           | 落在宇宙的隕星     | 落在宇宙的陨星     | 吉野弘幸              | 菊池一仁                  | 佐藤照雄     |
| 14          |          | 在無盡的時光中     | 無盡頭的時光中     |                    | 吉野弘幸 両澤千晶     | 谷田部勝義                | 谷田部勝義   |
| 15          |          | 各自的孤獨         | 各自孤獨           | 各自的孤独         | 兩澤千晶              | 谷田部勝義                | 谷田部勝義   |
| 16          |          | 燃燒的沙塵         | 燃燒的砂塵         | 燃烧的沙尘         | 森田繁                | 黒木冬                    | 三好正人     |
| 17          |          | 再逢卡佳里         | 再遇卡嘉蓮         | 再遇卡嘉莲         | 面出明美 兩澤千晶     | 南康宏                    | 西山明樹彥   |
| 18          |          | 報復               | 代價!              | 代价               | 大野木寬              | 山口晋                    | 鳥羽聰       |
| 19          |          | 宿敵的獠牙         | 宿敵之牙           | 宿敌之牙           | 吉野弘幸              | 高田耕一                  | 高田耕一     |
| 20          |          | 平穩的日子         | 安穩的日子         | 在安稳的日子里     | 兩澤千晶              | 黒木冬                    | 關田修       |
| 21          |          | 砂塵的盡頭         | 沙漠的盡頭         | 砂尘的尽头         | 森田繁                | 山口晋                    | 三好正人     |
| 22          |          | 染紅的大海         | 被染紅的海         | 被染红的海         | 大野木寬              | 森邦宏                    | 西山明樹彥   |
| 23          |          | 命運的邂逅         | 命運安排的相逢     | 命运安排的相逢     | 野村祐一 兩澤千晶     | 谷田部勝義                | 谷田部勝義   |
| 24          |          | 只有兩個人的戰爭   | 只是二人的戰爭     | 二人的战争         | こぐれ今日子 兩澤千晶 | 大橋譽志光                | 鳥羽聰       |
| 25          |          | 通往和平之國       | 和平的國度         | 和平的国度         | 吉野弘幸              | 高田耕一 福田己津央       | 高田耕一     |
| 26          |          | 時機               | 瞬息間             |                    | 森田繁 両澤千晶       | 秋廣泰生                  | 福田己津央   |
| 27          |          | 無止盡的輪舞       | 沒終結的回旋曲     | 没终结的回旋曲     | 森田繁 両澤千晶       | 谷田部勝義                | 谷田部勝義   |
| 28          |          |                    |                    | 基拉               | 兩澤千晶              | 松尾衡                    | 關田修       |
| 29          |          | 命運之楔           | 命運的轉捩點       | 注定的楔钉         | 森田繁                | 山口晋                    | 三好正人     |
| 30          |          | 閃光的時刻         | 閃光的一刻         | 闪光的一刻         | 野村祐一 兩澤千晶     | 松園公                    | 鳥羽聰       |
| 31          |          | 慟哭的天空         | 慟哭的天空         | 恸哭的天空         | 大野木寬 兩澤千晶     | 松尾衡                    | 西山明樹彥   |
| 32          |          | 約束之地           | 承諾之地           | 约束之地           | こぐれ今日子 兩澤千晶 | 西澤晋                    | 高田耕一     |
| 33          |          | 闇的胎動           | 黑暗的胎動         | 黑暗的胎动         | 森田繁 兩澤千晶       | 菱川直樹                  | 關田修       |
| 34          |          | 放眼所見           | 目光之先           | 目光所向           | 野村祐一 兩澤千晶     | 松尾衡                    | 井之川慎太郎 |
| 35          |          | 飛天翔舞之劍       | 舞降之劍           | 舞落之剑           | 吉野弘幸 兩澤千晶     | 谷田部勝義 山口晋         | 谷田部勝義   |
| 36          |          | 以正義為名         | 在正義之名下       | 在正义之名下       | 吉野弘幸 兩澤千晶     | 米谷良知                  | 三好正人     |
| 37          |          | 神之怒             | 神雷               | 神之雷             | 大野木寛 両澤千晶     | 西澤晋                    | 鳥羽聡       |
| 38          |          | 決意的砲火         | 決意的砲火         | 决意的炮火         | 吉野弘幸 兩澤千晶     | とくしまひさし 久行宏和   | 西山明樹彥   |
| 39          |          | 阿斯蘭             | 亞斯蘭             | 阿斯兰             | 野村祐一 両澤千晶     | 高田耕一 松園公           | 高田耕一     |
| 40          |          | 破曉的宇宙         | 奔向黎明的宇宙     | 前往黎明的宇宙     | 大野木寬 兩澤千晶     | 米たにヨシトモ            | 關田修       |
| 41          |          | 動亂的世界         | 動盪的世界         | 动荡的世界         | 大野木寬 兩澤千晶     | とくしまひさし            | 谷田部勝義   |
| 42          |          | 拉克絲出擊         | 莉古斯出擊         | 拉克丝出击         | 吉野弘幸 兩澤千晶     | 西澤晋                    | 井之川慎太郎 |
| 43          |          | 大敵當前           | 阻路的強敵         | 阻着去路的人       | 森田繁 兩澤千晶       | 松尾衡 久行宏和           | 三好正人     |
| 44          |          | 螺旋的邂逅         | 螺旋的邂逅         | 黑螺旋的邂逅       | 吉野弘幸 兩澤千晶     | とくしまひさし            | 鳥羽聰       |
| 45          |          | 開啟的門扉         | 開門               | 开启的门           | 兩澤千晶              | 西澤晋                    | 西山明樹彥   |
| 46          |          | 靈魂的場所         | 靈魂所屬地方       | 灵魂的归所         | 兩澤千晶              | 久行宏和 とくしまひさし   | 高田耕一     |
| 47          |          | 惡夢再現           | 惡夢再臨           | 恶梦再现           | 吉野弘幸 兩澤千晶     | とくしまひさし            | 關田修       |
| 48          |          | 憤怒之日           | 憤怒之日           | 愤怒之日           | 吉野弘幸 兩澤千晶     | とくしまひさし 谷田部勝義 | 谷田部勝義   |
| 49          |          | 終末之光           | 終末之光           | 终末之光           | 吉野弘幸 兩澤千晶     | 西澤晋                    | 鳥羽聰       |
| 50          |          | 朝向永無止盡的明日 | 向永恆的明日進發   | 飞向永无止尽的明天 | 兩澤千晶              | 米たにヨシトモ 福田己津央 | 三好正人     |
| After-Phase |          |                    |                    |                    | -                     | 福田己津央                |              |

## 媒体作品

### 动画
本剧在日本的东京广播系统（TBS）和每日放送电视网首播，2002年10月5日至2003年9月27日期间，在周六下午六点播出，以取代圆谷特摄剧《高斯·奥特曼》。每一集都在播出后的第二天以Windows Media或Real流媒体格式上載至互联网，供日本电信电话（NTT）客戶觀看。本剧在2003年3月28日至2004年3月26日期间在日本销售了13卷DVD。2004年3月26日，在日本发行的最后一张DVD上收录了一段名为《After Phase：》的5分钟后记OVA。2010年2月23日，本剧的首个DVD版本发行。2004年10月9日至2005年10月1日，一部名为《机动战士GUNDAM SEED DESTINY》的50集续集在日本播出，与《SEED》在同一电视台首播。《SEED DESTINY》故事发生在前作的两年后，围绕着主角真·飛鳥以及他所参与的新的战争。
万代娱乐于2004年2月15日获得《SEED》动画的播映授权，并分别于2004年和2005年开始在美国和加拿大播出。英语改编版本是与海洋集团联合制作的，英语配音是在加拿大不列颠哥伦比亚省温哥华的海洋工作室录制的。本剧正剧在2004年8月10日至2005年5月10日期间以双语格式发行了10张DVD。北美DVD版本没有收录“后记”部分，因为SUNRISE没有向万代娱乐授权，然而这一部分最终还是被收录在欧洲版DVD中。从2005年6月13日到2006年3月6日，Beez娱乐公司还出版了本剧的10张DVD光盘。一套由两部分组成的名为“动漫传奇版”的盒装光碟在2008年1月8日和3月4日发行，每部分包含5张DVD光盘。香港由無綫電視取得播映權，以《機動戰士特種計劃》在2004年6月15日起在翡翠台於逢星期二及四下午5時05分的時段首播粵語配音，其後亞洲影帶發行雙語格式的DVD。
為迎接《SEED》首播十周年，官方於2011年8月26日啟動「HD Remaster Project（高畫質再製企劃）」。畫面尺寸比將從原先的4:3升級為16:9寬螢幕，線性PCM音源化，部分音樂採用混音版，局部畫面重畫、替換和修正，各特效與背景的處理變更，並整合特別版三部作以及「DESTINY」的賽璐珞片，再編輯為全48話，收錄至蓝光光碟共四卷BOX販售。相較於過去其他GUNDAM作品的Remaster僅是單純的高畫質化，本作有著更全面的提升。2011年11月，万代宣布将在2012年3月至12月间发行四套蓝光光碟版本。高清版本于2011年12月23日起在BandaiChannel針對日本國內進行限定放送。gundam.info同時提供附有簡體中文、繁體中文、英文和韓文字幕影片的網路配信。爱奇艺将本作定名为“机动战士高达SEED HD Remaster”于2011年12月23日11時起播出。TV方面則於2012年1月1日起在日本BS11播映。
2014年10月11日，SUNRISE在2014纽约动漫展上宣布，他们将在2015年春季开始重新发布高达系列的所有专营权，包括此前由Right Stuf Inc.负责在北美地区分销的《SEED》。2017年8月11日，SUNRISE在他们于Otakon 2017举办的活动上，宣布将在北美发布由NYAV Post全新制作的英语配音版《SEED HD 重制版》。
2023年7月2日，万代南夢宮正式公開了睽違20年的系列剧场版—《机动战士高达SEED FREEDOM》，並宣佈將于2024年1月26日在日本公開上映。

### 特別篇
电视动画的三部曲剧情汇编版被制作并命名为《机动战士GUNDAM SEED：特别篇》。每一部都以90分钟的片长以电视版动画配合新添加的片段或者略作修改的场景来叙述GUNDAM SEED的故事。《机动战士GUNDAM SEED DESTINY》也遵循这样的方案推出了四部剧情汇编版名为《机动战士GUNDAM SEED DESTINY特别篇》。它们于2004年8月27日至10月22日以DVD格式发行。这三部特别篇与《机动战士GUNDAM SEED DESTINY》的四部特别篇于2010年2月25日重新发行。自2005年7月11日至2005年11月22日，万代娱乐公司在北美市场获得许可发行英文版《特别篇》DVD。三部影片的DVD盒装版由万代于2008年11月26日以《Complete Feature Collection: Mobile Suit Gundam Seed（机动战士GUNDAM SEED全特集）》的标题发布。

### 音乐
本剧的音乐由佐桥俊彦创作，音乐CD由胜利娱乐发行。许多著名歌手都为本剧演唱片头或者片尾主题曲，其中包括时年14岁的新兴歌手玉置成实和同时为剧中角色米蓋爾·艾曼配音的T.M.Revolution。四张原创配乐于2002年12月4日至2004年12月16日发行。它们包括背景音乐、插曲以及一些片头和片尾主题曲。2004年5月8日发行的是机动战士高达SEED音乐与伦敦交响乐团合作的专辑，共有10首乐曲。2006年5月24日，制作方发行一张名为《机动战士高达SEED & SEED DESTINY剪辑4首歌》的DVD合辑，其中包含来自《SEED》和《SEED DESTINY》的4段音乐视频。2003年3月21日至2003年7月23日期间，发行五张由日语配音演员出演的主要人物印象CD。另外2006年11月22日还发行两张收录有13支歌曲的合辑。《Mobile Suit Gundam SEED ~ SEED DESTINY BEST "THE BRIDGE" Across the Songs from GUNDAM SEED & SEED DESTINY》是一张双碟专辑，收录有《SEED》和《SEED DESTINY》的片尾曲、插入曲和角色印象单曲。《SEED》和《SEED DESTINY》中所有来自T.M.Revolution的歌曲都收录在一张名为《X42S-REVOLUTION》的CD中，于2010年3月24日发行。这张CD的限量版中还包含有收录动画中音乐视频的DVD。另外在2012年还发行两张CD单曲，主要收录《SEED》HD重制版的新主题曲。

### 漫画
漫画家岩濑昌嗣以电视动画中发生的事件为基础改编成一系列的漫画作品。从2003年3月20日到2005年1月21日，讲谈社出版了5本单行本。北美地区发行的英文版由Del Rey漫画于2004年1月获得版权授权作为创立后的第一部出版作品出版，于2004年4月27日至2005年8月30日之间发行。另一个衍生系列是《机动战士高达SEED ASTRAY》，由千叶智弘撰写，時田洸一负责绘图，主要聚焦3架MBF-P0X系列原型机动战士及其各自的驾驶员和背后的组织。由角川书店于2003年4月28日至2004年2月26日出版3本单行本。2003年12月，Tokyopop宣布发行英文版，并最终于2004年5月11日至2004年11月9日期间发行。由山口泰史撰写的一卷本漫画《机动战士高达SEED featuring SUIT CD》于2005年1月22日由角川书店发行。2012年，角川书店推出了一个由石口十绘制的新的漫画系列，名为《机动战士高达SEED Re：》。这套漫画重述了电视连续剧中的事件， 目前由角川书店收录成3本单行本发行。
此外，还有两部漫画《机动战士高达SEED ASTRAY R》和《机动战士高达SEED X ASTRAY》也被先后出版。戶田泰成代替時田洸一为前者绘图，時田则继续负责后者的绘制。《机动战士高达SEED ASTRAY R》讲述了迷惘高達紅色機的驾驶员朗·加路和他在回收屋的伙伴们一起冒险的经历，并与《ASTRAY》主线故事中的事件联系在一起。从2003年3月20日到2004年8月26日，一共出版了四卷。TokyoPop出版的英文书籍从2005年2月8日至2005年11月8日发行。《机动战士高达SEED X ASTRAY》讲述的是关于卡納得·帕爾斯的故事。他是一个“终极调整者”实验的失败品，他不断的追寻着“终极调整者”实验唯一的成功者基拉·大和，这样他就可以通过打败基拉来证明自己并不是失败品。该系列日文原版于2005年5月和10月出版了两卷，英文版由TokyoPop于2006年10月31日和2007年2月27日出版。这个系列还有一套名为《机动战士高达SEED ASTRAY B》的“情景模型小說”，由千叶智弘撰写，专门讲述《ASTRAY》中的配角们的故事。2005年8月31日出版了该系列的一本书，书中讲述了叢雲劾和他在佣兵队蛇尾的伙伴们的故事。
版权方另外出版有一系列名为《机动战士高达SEED Club四格漫画》的四格漫畫书戏仿《SEED》和《SEED DESTINY》中的部分情节。该漫画是由日升官方《SEED》爱好者俱乐部和日本《Newtype》杂志联合出品。2005年8月8日，角川书店发行了系列的第一本。

### 轻小说
电视动画的轻小说改编由后藤柳（後藤リウ）创作。这本小说原本是角川Sneaker文库的增刊，插图由小笠原智史绘制。这些短篇故事最终由角川书店收集成5卷单行本出版，第1卷于2003年3月出版，第5卷则于2004年1月出版。Tokyopop于2005年10月11日到2006年5月9日在北美地区发行了前三卷。另外有2卷关于《SEED ASTRAY》的外传小说由千叶智弘撰写并于2003年9月1日到2004年7月1日由角川出版。中文版則由台灣角川書店出版，章澤儀翻譯。香港由一代匯集代理，並未在地化翻譯，因此香港購買的小說標題也是稱為「鋼彈」而非「高達」。

### 电子游戏
已经有多部根据该动画系列改编的游戏被制作和发售，其中包括：街机平台上的《机动战士高达SEED 联合vs扎夫特》，GBA平台的《机动战士GUNDAM SEED 朋友与你与战场》以及《Gundam Seed: Battle Assault》，PS2平台的《机动战士高达SEED 联合vs扎夫特》、《机动战士高达SEED》、《機動戰士鋼彈 SEED：飛向永無止盡的明天》、《机动战士GUNDAMSEED DESTINY CE世纪》以及《机动战士高达SEED DESTINY 联合vs扎夫特II PLUS》，PSP平台上发行的《机动战士高达SEED 联合vs扎夫特 便携版》，手机平台上发行的《Mobile Suit Gundam SEED Phase-Act Delivery》。Artdink开发了PSV平台上首款GUNDAM系列游戏《機動戰士GUNDAM SEED 激鬥命運》，并于2012年6月7日发售。该游戏涵盖了来自《SEED》和《SEED DESTINY》中的事件。
来自《SEED》的人物也出现在GUNDAM系列跨界游戏中。这其中包括《机动战士GUNDAM：GUNDAM VS GUNDAM 加强进化版》《SDGUNDAMG世代 SEED》系列、《GUNDAM：战斗突击》系列中的一些游戏、《高达无双2》以及《高达无双3》。另外剧中机体还在一些游戏中客串登场，比如《超級機器人大戰系列》以及《異世紀機器人大戰3 THE FINAL》和《異世紀機器人大戰：R》。

### 其它商品
出版商也发行了一系列关于《SEED》的指南书，例如2003年7月10日发行的《机动战士高达SEED终极超级百科全书》。2003年7月18日，角川书店在日本发行了两本官方指南：《机动战士GUNDAMSEED FREEDOM基拉》以及《机动战士GUNDAMSEED JUSTICE阿斯兰》分别侧重于基拉·大和阿斯兰·萨拉。同年，一系列有“官方文件（OFFICIAL FILE）”字样的指南在日本发售。2004年4月19日出版了一本名为《我们喜欢的高达SEED全角色彻底分析篇》的指南，对故事情节和角色进行了广泛的分析。2006年3月出版了一本更详细的指南，名为《我们喜欢的高达SEED PERFECT ARCHIVE SERIES》介绍了《SEED》中的人物、技术和宇宙等。2004年7月26日发行了一本名为《机动战士高达SEED RGB Illustrations》的画集。

## 影响和评价
《機動戰士GUNDAM SEED》是日本高达系列中最受欢迎的作品之一，有着很高的电视收视率和DVD销量。2004年4月，万代影视宣布，《SEED》的DVD在日本已售出100万张，而DVD第一卷已售出10万多张。本剧总共创造了8卷DVD曾分别出现在前8部最畅销影片中的记录。同样的记录在2016年被《小松先生》所复制。本剧的音乐CD销量一直很高，第一支片尾主题曲的单曲CD成为日本2002年度最畅销的CD之一。截至2004年7月，全球已累计售出1000万套《SEED》系列的塑料模型。在同一个月，万代娱乐公司的市场经理杰里·朱（Jerry Chu）表示，大众对《SEED》的反应非常积极，打破了它在日本首播时的评级记录，他同时补充说，在美国市场对《SEED》的反响是万代过去六年来所收到的最热烈的。根据AnimeNation的分析师约翰·奥普里格的说法，《SEED》成为高达系列电视剧中首部不仅在“传统高达迷和铁杆御宅族”中，同样也在“日本主流娱乐大众”中获得了广泛好评的作品。2002年《SEED》获得《Animage》第二十五届“Anime Grand Prix”奖，其中基拉·大和和拉克丝·克莱因分别位居男性和女性动漫奖项榜首。本剧也曾在2003年神户动画奖上拿到了电视剧作品奖。在2004年的《Newtype》杂志读者调查中，本剧位居排行榜榜首。然而，《SEED》并没有受到日本GUNDAM老粉丝的欢迎。2004年2月，日升动画的时任总裁吉井孝幸表示，这是因为《SEED》融入了了时下流行的实景电视剧中部分元素。在另一方面，万代影视也曾在2004年4月发布信息称《SEED》拥有十分广泛的观众群，包括年轻一代的和年长的观众。
除了传统的高达系列粉丝外，本剧还收获了不少女性粉丝。高达模型（塑料模型）的销售也很强劲，在小学生中引发了“第二次高达模型热潮”。同时在媒体组合中公开的《机动战士高达SEED ASTRAY》和《高达SEED MSV》等相关周边商品也大受欢迎。 2004年，它在东京动画大赏中获得两项大奖：年度动画和优秀电视奖。另外，在角川书店2006年9月号的《月刊新类型》中投稿的《最新最强动画100部》中，与《机动战士高达SEED DESTINY》并列第一。在2018年举行的「发表！全高达投票第40回」中排名第3位。
《SEED》因为在GUNDAM系列中脱颖而出而受到称赞，动画新闻网的保罗·法戈（Paul Fargo）称《SEED》“不仅是GUNDAM系列中最佳的替代时间线故事，也是整个系列中最好的故事之一”随着主要角色的发展开始沿着政治主题向前推进，本剧的后期的节奏比早期的几集有所放缓，这也吸引了一些新的观众。在电视台播映的早期，人们就人物关系的发展进行了一系列的猜测。主人公基拉·大和与阿斯兰·萨拉之间的关系变化带来了他们之间以机动战士进行的大量精彩对决场面为本剧赢得了赞誉。在后期的评论中，大众对两人是否会最终成为盟友而进行了诸多猜测。而在2023年公开了系列新电影名称时采访到《机动战士高达 水星的魔女》的制作人冈本拓也后，也反应出本作在无论是在制作方还是在观众中都是代表着平成时代高达系列的巅峰。
本剧在高潮部分的处理，因其对战争发展带来了意想不到的内容以及对人物角色的启示而备受称赞。作家们普遍认为，《SEED》融合了之前高达系列中的元素，并以快节奏的方式展示出来，这让年轻的粉丝很享受，但也仍然吸引了熟悉以前系列的老粉丝。来自动画新闻网的卡尔·金林格（Carl Kimlinger）说，《SEED》改编了1979年原版的《機動戰士GUNDAM》系列以适应现代观众，就像《機動戰士GUNDAM 00》改编了《新機動戰記GUNDAM W》一样。来自同一网站的班勃·东（Bamboo Dong）表示，虽然这导致了批评《SEED》这些特点的“铁杆反〈SEED〉狂热者”的出现，但是观看这部动漫并让动漫爱好者进入“高达粉丝圈”还是很有意思的。DVD Verdict的专栏作家米切尔·海特威（Mitchell Hattaway）进一步指出，尽管该片使用了其它动画系列的元素，但它仍“迅速将观众吸引进去”。
本剧动画的品质之高，使得THEM Anime Reviews的德里克·L·塔克（Derrick L. Tucker）称之为“迄今为止所有高达系列中最好的一部作品”。此外，本剧的原声带也因为引入了当时正流行的日本流行音乐艺术家如玉置成实、西川贵教、See-Saw和中岛美嘉等来演绎主题曲而受到欢迎。许多才华横溢的配音演员，比如田中理惠、关智一和桑岛法子等，为许多经典桥段提供了情感深刻的演绎。英语配音大部分都受到了好评，但是和原版日语配音相比较，可以看出在人物细节刻画方面依然存在差距。
另外，由于《SEED》的火爆，成为了中国大陆地区有记载第一部大规模被字幕组与日本同步翻译和传播的动画作品，成为大陆地区民间字幕组发展走向成熟的标志。而因为人物格局与此前以反应小人物在战争中的渺小和无奈的“UC系”高达作品不同，《SEED》更加趋向于描绘凭个人之力力挽狂澜的“超人”型角色，催生了同其他地区类似的“SEED系”新一代爱好者。

### 争议
《SEED》第16集中一幕，基拉·大和正起床穿衣，而床上还躺着的是裸体的十几岁女孩芙蕾·阿斯达，这一幕场景表明两人之前发生了性关系。日本广播促进协会报告说，观众对这个场景提出了投诉，因为节目在下午6点播出，当时正有儿童在观看。《每日新闻》在答复中提到，在播出之前确实应该更仔细地考虑这一问题。约翰·奥普里格指出，在其中一部《特别篇》（虚空的战场）中，这个场景被增加了三个镜头以扩展到了银幕以外的场景。

### 播放電視台
| TBS／MBS 星期六18:00—18:30                    | TBS／MBS 星期六18:00—18:30                          | TBS／MBS 星期六18:00—18:30 |
| --------------------------------------------- | --------------------------------------------------- | -------------------------- |
|                                               | 機動戰士GUNDAM SEED （2002年10月5日—2003年9月27日） |                            |
| 超人力霸王高斯                                | 鋼之鍊金術師                                        |                            |
| 香港無綫電視翡翠台 星期二、四 17:10-17:40節目 |                                                     |                            |
| 小飛俠阿童木                                  | 機動戰士特種計劃 （2004年6月15日—2004年12月9日）    | 帝皇戰紀                   |

## 脚注

### 註释和译注
1. ↑  指非UC纪元故事。
2. ↑  原句为“not only hands down the best of the alternative timelines, but stands as one of the best Gundam titles period”

### 出处
1. 1 2 3 4  Cheung, Ever. . Animefringe (Animefringe). 2002-11, 11 (11)  [2019-05-14]. （原始内容存档于2012-07-22） （英语）. 参数|magazine=与模板{{cite journal}}不匹配（建议改用{{cite magazine}}或|journal=） (帮助)
2. ↑  Fujie, Kazuhisa; Martin Foster. . DH Publishing（英语：DH Publishing）. 2004: 139  [2019-03-06]. ISBN 978-0-9723124-8-6. （原始内容存档于2019-03-06） （英语）.
3. 1 2  Liversidge, Ross. . UK Anime Network. 2005-09-25  [2019-03-06]. （原始内容存档于2018-07-01） （英语）.
4. 1 2  Wolstenholme, Kim. . Mania Entertainment. 2006-01-19  [2019-05-14]. （原始内容存档于2013-01-03） （英语）.
5. ↑  Wolstenholm, Kim. . Mania Entertainment. 2006-03-22  [2011-05-01]. （原始内容存档于2010-12-11） （英语）.
6. 1 2  Liversidge, Ross. . UK Anime Network. 2006-11-03  [2019-05-14]. （原始内容存档于2013-01-12） （英语）.
7. ↑  . GundamOfficial.   [2007-04-14]. （原始内容存档于2012-03-09） （英语）.
8. 1 2 3  . GundamOfficial. Bandai America Incorporated.   [2009-08-11]. （原始内容存档于2016-12-04） （英语）.
9. ↑  Christopher Macdonald. . Anime News Network. 2002-07-13  [2011-06-01]. （原始内容存档于2016-10-29） （英语）.
10. ↑  Christopher Macdonald. . Anime News Network. 2002-09-03  [2011-06-01]. （原始内容存档于2016-10-29） （英语）.
11. ↑  GameAxis Unwired staff. . GameAxis Unwired (7: Singapore Press Holdings). 2004-09  [2011-05-30]. ISSN 0219-872X. （原始内容存档于2015-04-30） （英语）.
12. ↑  . Sunrise. 2002-09  [2011-05-01]. （原始内容存档于2007-07-03） （日语）.
13. ↑  . Sunrise.   [2011-05-04]. （原始内容存档于2008-01-11） （日语）.
14. ↑   . 2024-04-04  [2024-04-06]. （原始内容存档于2007-07-03） （日语）.
15. 1 2 3  . MANTANWEB（まんたんウェブ）. 2023-10-05  [2024-04-06]. （原始内容存档于2023-10-21） （日语）.
16. 1 2  . マグミクス. 2022-10-05  [2024-04-06]. （原始内容存档于2024-01-30） （日语）.
17. ↑  月刊ニュータイプ (角川書店): 18–19 （日语）. 缺少或|title=为空 (帮助)
18. ↑  . 日昇動畫.   [2014年8月15日]. （原始内容存档于2014年10月30日） （日语）.
19. ↑  . Amazon.com.   [2011-04-25]. （原始内容存档于2011-04-25） （英语）.
20. ↑  Jonathan Mays. . Anime News Network. 2002-10-05  [2009-08-11]. （原始内容存档于2012-07-22） （英语）.
21. ↑  . Anime News Service. 2002-10-07  [2019-05-29]. （原始内容存档于2012-07-21） （美国英语）.
22. ↑  . CDJapan.   [2011-05-29]. （原始内容存档于2012-07-22） （英语）.
23. 1 2  . CDJapan.   [2011-05-29]. （原始内容存档于2013-02-18） （英语）.
24. ↑  . CDJapan.   [2011-05-29]. （原始内容存档于2012-07-22） （英语）.
25. ↑  . GundamOfficial. Bandai America Incorporated.   [2008-03-23]. （原始内容存档于2012-09-04） （英语）.
26. ↑  Lin, Maria. . Animefringe (Animefringe). 2005-03, 3 (11)  [2011-04-19]. （原始内容存档于2012-07-30） （英语）. 参数|magazine=与模板{{cite journal}}不匹配（建议改用{{cite magazine}}或|journal=） (帮助)
27. ↑  . Anime News Network. 2004-02-17  [2009-08-09]. （原始内容存档于2013-01-10） （英语）.
28. ↑  Christopher Macdonald. . Anime News Network. 2005-09-22  [2019-05-29]. （原始内容存档于2012-07-29） （英语）.
29. ↑  Chris Beveridge. . Mania Entertainment. 2004-07-13  [2019-06-01]. （原始内容存档于2012-07-19） （英语）.
30. ↑  Beveridge, Chris. . Mania Entertainment. 2006-05-01  [2019-06-01]. （原始内容存档于2012-07-21） （英语）.
31. ↑  Bamboo Dong. . Anime News Network. 2005-02-28  [2009-08-11]. （原始内容存档于2012-07-30） （英语）.
32. ↑  Kim Wolstenholme. . Mania Entertainment.   [2009-08-11]. （原始内容存档于2012-07-31） （英语）.
33. ↑  . Amazon.com.   [2011-06-04]. （原始内容存档于2012-07-24） （英语）.
34. ↑  . Amazon.com.   [2011-06-04]. （原始内容存档于2012-08-01） （英语）.
35. ↑  . Mania Entertainment.   [2008-01-05]. （原始内容存档于2012-07-18） （英语）.
36. ↑  . Mania Entertainment.   [2009-08-11]. （原始内容存档于2012-07-20） （英语）.
37. ↑  . 香港動畫資訊網. 2007-07-21  [2019-06-08]. （原始内容存档于2019-08-03） （中文（香港））.
38. ↑  Jennifer Sherman. . Anime News Network. 2011-08-23  [2011-08-23]. （原始内容存档于2012-07-19） （英语）.
39. ↑  . ガンダムSEED HDリマスタープロジェクト　公式サイト. Sunrise. 2011-12-01  [2011-12-01]. （原始内容存档于2011-12-06） （日语）.
40. ↑  . . Sunrise. 2011-12-23  [2011-12-23]. （原始内容存档于2019-11-26） （中文（中国大陆））.
41. ↑  . . Sunrise. 2011-12-23  [2011-12-23]. （原始内容存档于2012-02-25） （中文（臺灣））.
42. ↑  . . Sunrise. 2011-12-23  [2011-12-23]. （原始内容存档于2012-01-10） （中文（香港））.
43. ↑  . Gundam.Info. Sunrise. 2011-12-23  [2011-12-23]. （原始内容存档于2012-02-03） （英语）.
44. ↑  . -글로벌 건담 포털 사이트 건담인포. Sunrise. 2011-10-07  [2011-12-23]. （原始内容存档于2016-03-05） （韩语）.
45. ↑  . 奇艺动漫频道的新浪微博. 愛奇艺. 2011-12-21  [2011-12-21]. （原始内容存档于2020-04-13） （中文（中国大陆））.
46. ↑  Egan Loo. . Anime News Network. 2011-11-04  [2011-11-21]. （原始内容存档于2012-07-19） （英语）.
47. ↑  Lynzee Loveridge. . Anime News Network. 2014-10-11  [2014-10-12]. （原始内容存档于2014-10-11） （英语）.
48. ↑  Karen Ressler. . Anime News Network. 2017-08-11  [2019-04-21]. （原始内容存档于2019-04-15） （英语）.
49. ↑   [动画一周：《机动战士高达SEED FREEDOM》将于2024年1月26日上映，在“日五”之前推出新的动画播出时段]. MANTANWEB（まんたんウェブ）. 2023-07-09  [2023-07-09]. （原始内容存档于2023-07-09） （日语）.
50. ↑  . CDJapan.   [2011-05-29]. （原始内容存档于2017-10-05） （英语）.
51. ↑  . CDJapan.   [2011-05-29]. （原始内容存档于2012-07-21） （英语）.
52. ↑  . CDJapan.   [2011-05-29]. （原始内容存档于2017-09-23） （英语）.
53. ↑  . Bandai Entertainment.   [2007-11-22]. （原始内容存档于2008-05-02） （英语）.
54. ↑  . Bandai Entertainment.   [2007-11-22]. （原始内容存档于2008-05-02） （英语）.
55. ↑  . Amazon.com.   [2011-05-29]. （原始内容存档于2019-02-20） （英语）.
56. ↑  Christopher Macdonald. . Anime News Network. 2005-02-04  [2011-06-04]. （原始内容存档于2012-07-22） （英语）.
57. ↑  Christopher Macdonald. . Anime News Network. 2002-09-17  [2011-06-04]. （原始内容存档于2012-07-29） （英语）.
58. ↑  . jvcmusic.   [2008-04-05]. （原始内容存档于2008-03-30） （日语）.
59. ↑  . jvcmusic.   [2008-04-05]. （原始内容存档于2008-05-29） （日语）.
60. ↑  . jvcmusic.   [2008-05-07]. （原始内容存档于2012-09-05） （日语）.
61. ↑  . jvcmusic.   [2008-04-06]. （原始内容存档于2012-09-07） （日语）.
62. ↑  . jvcmusic.   [2008-05-07]. （原始内容存档于2012-09-09） （日语）.
63. ↑  . jvcmusic.   [2008-05-08]. （原始内容存档于2012-08-04） （日语）.
64. ↑  . jvcmusic.   [2008-04-27]. （原始内容存档于2012-09-11） （日语）.
65. ↑  . jvcmusic.   [2008-05-07]. （原始内容存档于2013-01-11） （日语）.
66. ↑  . Amazon.com.   [2011-05-31]. （原始内容存档于2013-02-18） （日语）.
67. ↑  . Amazon.com.   [2011-05-31]. （原始内容存档于2013-02-20） （日语）.
68. ↑  . CDJapan.   [2012-10-10]. （原始内容存档于2013-02-20） （日语）.
69. ↑  . CDJapan.   [2012-10-10]. （原始内容存档于2013-02-18） （日语）.
70. ↑  . 讲谈社.   [2019-04-21]. （原始内容存档于2012-09-05） （日语）.
71. ↑  . 讲谈社.   [2019-04-21]. （原始内容存档于2012-07-21） （日语）.
72. ↑  Christopher Macdonald. . Anime News Network. 2004-01-09  [2019-04-21]. （原始内容存档于2012-12-09） （英语）.
73. ↑  . Amazon.com.   [2019-04-21]. （原始内容存档于2019-04-21） （英语）.
74. ↑  . Amazon.com.   [2019-04-21]. （原始内容存档于2019-04-21） （英语）.
75. ↑  . 角川书店.   [2019-04-21]. （原始内容存档于2012-09-03） （日语）.
76. ↑  . 角川书店.   [2019-04-21]. （原始内容存档于2012-09-08） （日语）.
77. ↑  Christopher Macdonald. . Anime News Network. 2003-12-20  [2019-04-21]. （原始内容存档于2012-07-23） （英语）.
78. ↑  . Amazon.com.   [2019-04-21]. （原始内容存档于2019-04-21） （英语）.
79. ↑  . Amazon.com.   [2019-04-21]. （原始内容存档于2019-04-21） （英语）.
80. ↑  . 角川书店.   [2019-04-21]. （原始内容存档于2012-09-11） （日语）.
81. ↑  . 角川书店.   [2019-04-21]. （原始内容存档于2013-02-18） （日语）.
82. ↑  . 角川书店.   [2019-04-21]. （原始内容存档于2012-09-06） （日语）.
83. ↑  . 角川书店.   [2019-04-21]. （原始内容存档于2012-09-05） （日语）.
84. ↑  . Amazon.com.   [2019-04-21]. （原始内容存档于2019-04-21） （英语）.
85. ↑  . Amazon.com.   [2019-04-21]. （原始内容存档于2019-04-21） （英语）.
86. ↑  . 角川书店.   [2019-04-21]. （原始内容存档于2012-08-02） （日语）.
87. ↑  . 角川书店.   [2019-04-21]. （原始内容存档于2012-09-03） （日语）.
88. ↑  . Amazon.com.   [2019-04-21]. （原始内容存档于2019-04-21） （英语）.
89. ↑  . Amazon.com.   [2019-04-21]. （原始内容存档于2019-04-21） （英语）.
90. ↑  . Amazon.com.   [2019-04-21]. （原始内容存档于2012-07-22） （日语）.
91. ↑  . Amazon.com.   [2019-04-21]. （原始内容存档于2012-07-31） （日语）.
92. ↑  . 角川书店. 2003-03-28  [2011-05-29]. （原始内容存档于2017-10-04） （日语）.
93. ↑  . 角川书店.   [2019-04-21]. （原始内容存档于2012-09-04） （日语）.
94. ↑  . Amazon.com.   [2019-04-21]. （原始内容存档于2019-04-21） （英语）.
95. ↑  . Amazon.com.   [2019-04-21]. （原始内容存档于2019-04-21） （英语）.
96. ↑  . 角川书店.   [2019-04-21]. （原始内容存档于2012-09-03） （日语）.
97. ↑  . 角川书店.   [2019-04-21]. （原始内容存档于2012-08-04） （日语）.
98. ↑  . tv.duowan.com.   [2019-04-16]. （原始内容存档于2019-04-16） （中文（中国大陆））.
99. ↑  Walter. . PChome.net. 电脑之家. 2004-06-08  [2016-12-18]. （原始内容存档于2016-12-18） （中文（中国大陆））.
100. ↑  Navarro, Alex. . GameSpot. 2004-05-12  [2016-01-03]. （原始内容存档于2016-12-18） （英语）.
101. ↑  . Bandai Games.   [2011-06-10]. （原始内容存档于2017-10-04） （日语）.
102. ↑  . gf.tgbus.com.   [2019-05-28]. （原始内容存档于2019-05-28） （中文（中国大陆））.
103. ↑  . 巴哈姆特電玩資訊站.   [2019-04-16]. （原始内容存档于2019-04-16） （中文（臺灣））.
104. ↑  . tv.duowan.com. 2007-10-24  [2019-05-28]. （原始内容存档于2019-05-28） （中文（中国大陆））.
105. ↑  Gouskos, Carrie. . GameSpot. 2005-09-17  [2016-01-03]. （原始内容存档于2017-10-04） （英语）.
106. ↑  . GameSpot. 2003-04-03  [2016-01-03]. （原始内容存档于2016-06-25） （英语）.
107. ↑  . Famitsu. 2005-09-17  [2011-04-24]. （原始内容存档于2017-10-04） （日语）.
108. ↑  . tv.duowan.com.   [2019-04-16]. （原始内容存档于2019-04-16） （中文（中国大陆））.
109. ↑  . GameSpot.   [2011-06-13]. （原始内容存档于2013-01-23） （英语）.
110. ↑  . Famitsu. 2007-08-07  [2011-04-24]. （原始内容存档于2012-07-30） （日语）.
111. ↑  . Bandai Namco Entertainment 萬代南夢宮娛樂. 2025-02-14  [2025-02-14] （中文（臺灣））.
112. ↑  . news.cntv.cn. 2012-01-01  [2019-06-21]. （原始内容存档于2019-06-21） （中文（中国大陆））.
113. ↑  . tgbus.com. 电玩巴士.   [2016-12-18]. （原始内容存档于2012-06-18） （中文（中国大陆））.
114. ↑  . Andriasang.   [2012-10-25]. （原始内容存档于2018-09-30） （英语）.
115. ↑  . tgbus.com. 电玩巴士.   [2016-12-18]. （原始内容存档于2011-06-11） （中文（中国大陆））.
116. ↑  . tv.duowan.com. 2008-12-18  [2019-06-09]. （原始内容存档于2019-06-09） （中文（中国大陆））.
117. ↑  . tv.duowan.com. 2011-05-18  [2019-05-28]. （原始内容存档于2019-05-28） （中文（中国大陆））.
118. ↑  . Famitsu. 2010-02-19  [2011-05-10]. （原始内容存档于2018-10-10） （日语）.
119. ↑  . Famitsu. 2008-12-15  [2011-04-24]. （原始内容存档于2017-10-04） （日语）.
120. ↑  . www.gamersky.com. 2010-06-01  [2019-06-07]. （原始内容存档于2019-06-07） （中文（中国大陆））.
121. ↑  . 腾讯网. 2010-05-28  [2019-06-07]. （原始内容存档于2019-06-07） （中文（中国大陆））.
122. ↑  . tv.duowan.com. 2010-05-21  [2019-06-07]. （原始内容存档于2019-06-07） （中文（中国大陆））.
123. ↑  . ASCII Media Works. 2009-09-03  [2011-05-13]. （原始内容存档于2014-03-01） （日语）.
124. ↑  . Famitsu. 2007-07-31  [2011-04-24]. （原始内容存档于2018-12-01） （日语）.
125. ↑  . 讲谈社.   [2019-04-21]. （原始内容存档于2012-07-28） （日语）.
126. ↑  . Amazon.com.   [2011-05-31]. （原始内容存档于2012-07-20） （日语）.
127. ↑  . Amazon.com.   [2011-05-31]. （原始内容存档于2012-07-18） （日语）.
128. ↑  . 讲谈社.   [2011-06-04]. （原始内容存档于2012-07-22） （日语）.
129. ↑  . 讲谈社.   [2011-06-04]. （原始内容存档于2012-08-01） （日语）.
130. ↑  . 讲谈社.   [2011-06-04]. （原始内容存档于2012-07-20） （日语）.
131. ↑  . Amazon.com.   [2011-05-31]. （原始内容存档于2012-07-17） （日语）.
132. ↑  . Amazon.com.   [2011-05-31]. （原始内容存档于2012-07-18） （日语）.
133. ↑  . 角川书店.   [2019-06-01]. （原始内容存档于2012-09-11） （日语）.
134. ↑  . ICv2. 2004-01-19  [2009-08-11]. （原始内容存档于2013-01-11） （英语）.
135. 1 2  Christopher Macdonald. . 动画新闻网. 2004-04-07  [2011-05-29]. （原始内容存档于2012-07-22） （英语）.
136. ↑  Egan Loo. . Anime News Network. 2016-12-28  [2019-05-14]. （原始内容存档于2019-04-16） （英语）.
137. ↑  . Oricon.   [2019-05-12]. （原始内容存档于2012-09-10） （日语）.
138. ↑  . www.oricon.co.jp.   [2019-05-12]. （原始内容存档于2012-09-05） （日语）.
139. ↑  Christopher Macdonald. . 动画新闻网. 2002-11-21  [2011-06-04]. （原始内容存档于2012-07-18） （英语）.
140. ↑  Christopher Macdonald. . 动画新闻网. 2004-07-13  [2019-05-12]. （原始内容存档于2012-07-23） （英语）.
141. ↑  新华通讯社 1985，第207頁.
142. ↑  新华社译名室 1993，第574頁.
143. ↑  . 动画新闻网. 2004-07-23  [2019-06-01]. （原始内容存档于2012-07-20） （英语）.
144. ↑  新华通讯社 1985，第208頁.
145. ↑  . Anime Nation（英语：Anime Nation）. 2007-10-12  [2019-05-14]. （原始内容存档于2012-08-02） （英语）.
146. ↑  . Animage. 2003-06  [2019-05-13]. （原始内容存档于2012-07-08） （日语）.
147. ↑  . Anime News Service. 2003-05-22  [2019-05-14]. （原始内容存档于2013-01-10） （英语）.
148. ↑  . Animation Kobe.   [2019-05-13]. （原始内容存档于2012-07-18） （日语）.
149. ↑  . ICv2. 2004-08-07  [2019-05-14]. （原始内容存档于2013-01-11） （英语）.
150. ↑  . Newtype USA (Houston, Tex: A.D. Vision). 2004-02, 3: 14–21. ISSN 1541-4817. OCLC 50438074 （英语）.
151. ↑  . ねとらぼ調査隊. 2021-01-16  [2024-04-06]. （原始内容存档于2021-11-06） （日语）.
152. ↑  . 「全ガンダム大投票」結果発表！キャラ1位はオルガ・イツカ | アニメイトタイムズ. 2018-05-07  [2024-04-06]. （原始内容存档于2023-04-06） （日语）.
153. 1 2  Patrizio, Andy. . IGN. 2004-07-28  [2019-05-14]. （原始内容存档于2012-07-10） （英语）.
154. ↑  新华通讯社 1985，第312,129頁.
155. 1 2  Fargo, Paul. . Anime News Network. 2004-03-04  [2019-05-14]. （原始内容存档于2012-07-18） （英语）.
156. 1 2  Bamboo Dong. . 动画新闻网. 2004-10-24  [2019-05-14]. （原始内容存档于2013-01-17） （英语）.
157. ↑  Wolstenholme, Kim. . Mania Entertainment. 2005-09-15  [2019-05-14]. （原始内容存档于2012-10-18） （英语）.
158. ↑  のざわよしのり.  [《机动战士高达SEED》会给令和时代的高达粉丝们带来冲击吗？西川贵教也有回应]. Real Sound｜リアルサウンド 映画部. 2023-07-03  [2023-07-08]. （原始内容存档于2023-07-08） （日语）.
159. ↑  Beveridge, Chris. . Mania Entertainment. 2005-03-23  [2019-05-14]. （原始内容存档于2013-01-03） （英语）.
160. ↑  新华通讯社 1985，第66頁.
161. ↑  The ANN Reviews Team. . Anime News Network. 2007-10-21  [2019-05-14]. （原始内容存档于2012-06-29） （英语）.
162. ↑  新华通讯社 1985，第282頁.
163. ↑  张逸萍博士. . www.chinadaily.com.cn. 2013-06-07  [2019-06-26]. （原始内容存档于2019-06-26） （中文（中国大陆））.
164. 1 2  Hattaway, Mitchell. . DVD Verdict. 2004-09-09  [2019-05-14]. （原始内容存档于2013-01-21） （英语）.
165. ↑  新华通讯社 1985，第102,408頁.
166. 1 2  L. Tucker, Derrick. . THEM Anime Reviews.   [2019-05-14]. （原始内容存档于2013-01-13） （英语）.
167. 1 2 3  Houston, Don. . DVDTalk. 2005-03-19  [2019-05-14]. （原始内容存档于2012-07-28） （英语）.
168. ↑  Kimlinger, Carl. . Anime News Network. 2008-05-06  [2019-05-14]. （原始内容存档于2012-07-19） （英语）.
169. ↑  吴燏 2010，第14頁.
170. ↑  吴燏 2010，第42頁.
171. ↑  Christopher Macdonald. . Anime News Network. 2003-03-13  [2009-08-11]. （原始内容存档于2018-12-16） （英语）.
172. ↑  . Anime Nation（英语：Anime Nation）. 2009-10-28  [2011-05-29]. （原始内容存档于2012-09-06） （英语）.